# BabyFirstTV
BabyFirstTV – kanał telewizyjny, przeznaczony dla niemowląt i dzieci w wieku przedszkolnym.
Emitowane są na nim filmy animowane bez przemocy. Logo BabyFirstTV to Kwiatek. Kanał nadaje reklamy wyłącznie w Polsce. 
Istnieje również w Polsce program Baby TV. W Polsce BabyFirstTV był odbierany za pomocą UPC Polska do 2023 roku. 

## Dostępność stacji na świecie[2]
| Kraj              | Nazwa sieci (kablowa, satelitarna lub IPTV) | Nr kanału |
| ----------------- | ------------------------------------------- | --------- |
| Ameryka           |                                             |           |
| Kanada            | Rogers                                      | 233       |
| Meksyk            | Aguas Calientes                             | 144       |
| Meksyk            | Cablevision Mexico                          | 304       |
| Meksyk            | Monterrey                                   | 118       |
| Meksyk            | Ocotlan                                     | 101       |
| Meksyk            | Sky                                         | 327       |
| Portoryko         | OneLink                                     | 152       |
| Stany Zjednoczone | DirecTV                                     | 293       |
| Stany Zjednoczone | Dish Network                                | 823       |
| Stany Zjednoczone | Time Warner Cable                           | 256       |
| Stany Zjednoczone | Home Town Cable                             | 199       |
| Stany Zjednoczone | Alabama Charter                             | 112       |
| Stany Zjednoczone | Time Warner San Antonio                     | 375       |
| Trynidad i Tobago | Columbus Communications                     | 111       |
| Azja              |                                             |           |
| Indonezja         | First Media                                 | 128       |
| Indonezja         | AORA                                        | 114       |
| Malezja           | TM Net                                      | 131       |
| Singapur          | MIO Singtel                                 | 25        |
| Tajwan            | ChungHwa MOD                                | 20        |
| Tajwan            | Dish HD                                     | 555       |
| Europa            |                                             |           |
| Niemcy            | Unitymedia                                  | 275       |
| Polska            | UPC Polska                                  | 617       |
| Portugalia        | ZON TVCabo                                  | 46        |
| Turcja            | Digiturk                                    | 64        |